# Polytretus cribripennis
Polytretus cribripennis là một loài bọ cánh cứng trong họ Cerambycidae.